# Дорна (Клуж)
Дорна (рум. Dorna) насеље је у Румунији у округу Клуж у општини Ашкилеу. Oпштина се налази на надморској висини од 419 m.

## Становништво
Према подацима из 2002. године у насељу је живело 81 становника, од којих су сви румунске националности.